# The Ray Draper Quintet Featuring John Coltrane
The Ray Draper Quintet featuring John Coltrane — студійний альбом американського джазового тубіста Рея Дрейпера, випущений у 1958 році лейблом New Jazz.

## Опис
Рею Дрейперу на момент запису цієї сесії було 17 років (усі його чотири сесії в якості соліста він записав до того, як йому виповнилося 20 років); тут він грає з тенор-саксофоністом Джоном Колтрейном (який був на 14 років старшим і вже досить відомим музикантом) в складі квінтету з піаністом Джилом Коггінсом, басистом Спенкі ДеБрестом і ударником Ларрі Річі.
У Дрейпера були амбіційні плани зробити тубу одним з основних сольних інструментів в джазі; туба і тенор-саксофон звучать разом незвично, як і саме соло Дрейпера. Гурт виконує три оригінали Дрейпера, «Paul's Pal» Сонні Роллінса, «Under Paris Skies» і «I Hadn't Anyone Till You» Рея Ноубла (без Колтрейна).

## Список композицій
1. «Clifford's Kappa» (Рей Дрейпер) — 9:16
2. «Filidé» (Рей Дрейпер) — 7:16
3. «Two Sons» (Рей Дрейпер) — 5:24
4. «Paul's Pal» (Сонні Роллінс) — 7:14
5. «Under Paris Skies» (Юбер Жіро, Жан Дрежак, Кім Канно) — 7:47
6. «I Hadn't Anyone Till You» (Рей Ноубл) — 3:05

## Учасники запису
- Рей Дрейпер — туба
- Джон Колтрейн — тенор-саксофон (1—5)
- Джил Коггінс — фортепіано
- Спенкі ДеБрест — контрабас
- Ларрі Річі — ударні

Технічний персонал
- Боб Вейнсток — продюсер
- Руді Ван Гелдер — інженер
- Айра Гітлер — текст